# Bathytoma visagei
Bathytoma visagei é uma espécie de gastrópode da família Borsoniidae.